# Державний кордон Таджикистану

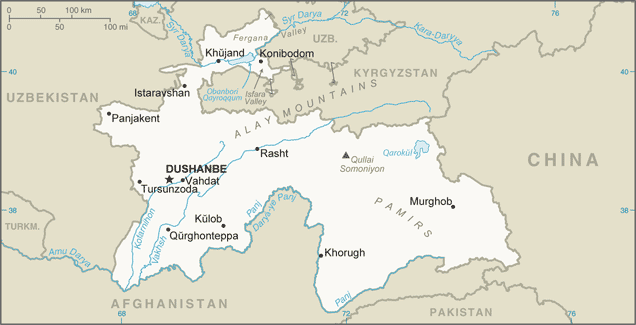
Карта Таджикистану

Державний кордон Таджикистану — державний кордон, лінія на поверхні Землі та вертикальна поверхня, що проходить по цій лінії, що визначають межі державного суверенітету Таджикистану над власними територією, водами, природними ресурсами в них і повітряним простором над ними.

## Сухопутний кордон
Загальна довжина кордону — 4130 км. Таджикистан межує з 4 державами. Таджикистан має 3 ексклави: Ворух і Західна Калача на території Киргизстану; Сарвак — на території Узбекистану.
Ділянки державного кордону
| Держава    | Ділянка        | Довжина (км) | Прикордонні регіони | Примітки |
| ---------- | -------------- | ------------ | ------------------- | -------- |
| Афганістан | південь        | 1357         |                     |          |
| КНР        | схід           | 477          |                     |          |
| Киргизстан | північний схід | 984          |                     |          |
| Узбекистан | захід і північ | 1312         |                     |          |

Країна не має виходу до вод Світового океану.